# Коріано
Коріано (італ. Coriano) — муніципалітет в Італії, у регіоні Емілія-Романья,  провінція Ріміні.
Коріано розташоване на відстані близько 240 км на північ від Рима, 120 км на південний схід від Болоньї, 10 км на південь від Ріміні.
Населення — 10 429 осіб (2014).

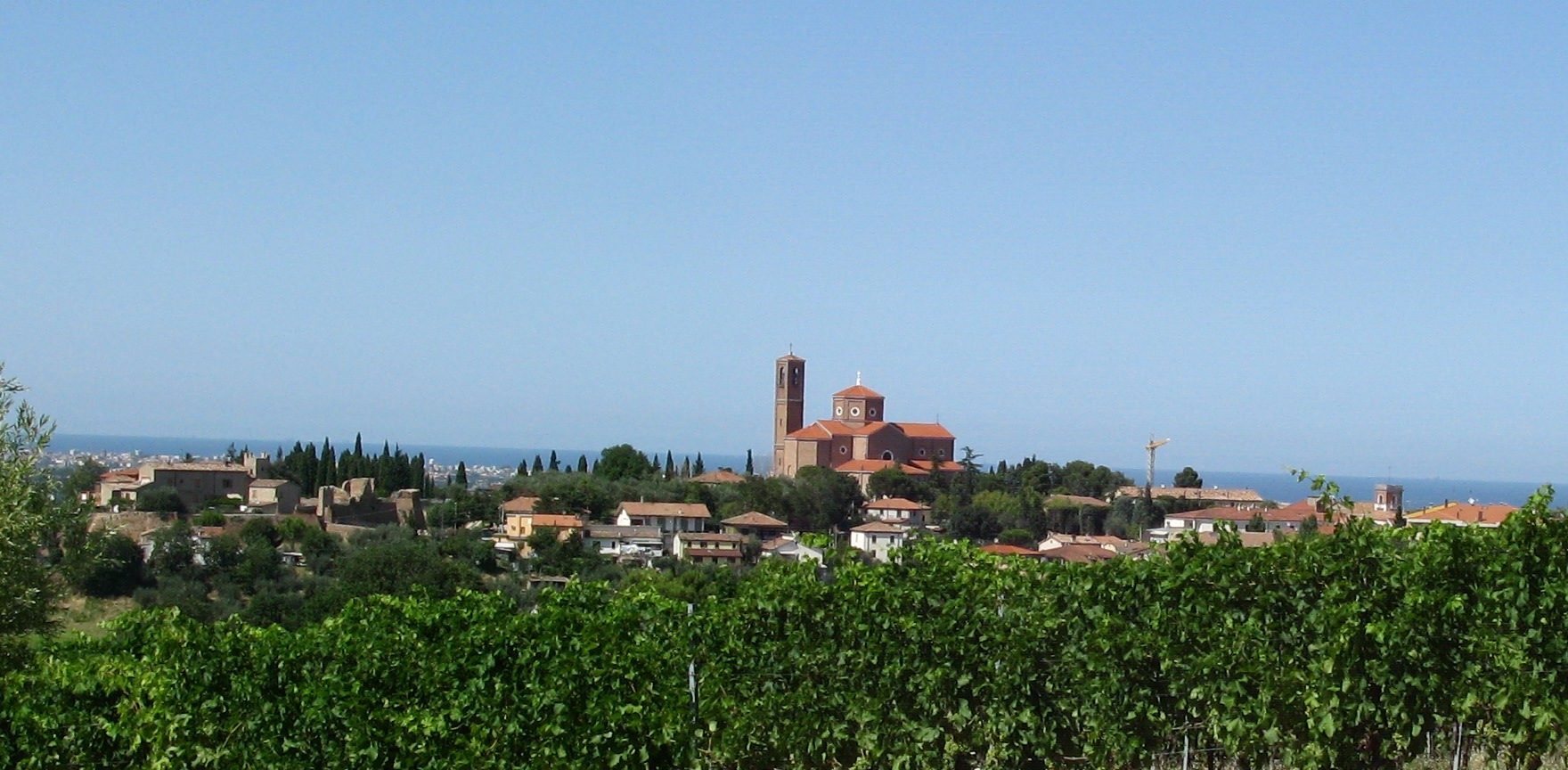
Coriano

Щорічний фестиваль відбувається 20 січня. Покровитель — San Sebastiano.

## Демографія
Населення за роками:

Станом на 1 січня 2023 року в муніципалітеті офіційно проживало 757 іноземців з 56 країн, серед них 210 громадян країн Євросоюзу та 90 громадян України.

## Сусідні муніципалітети
- Доманьяно
- Фаетано
- Мізано-Адріатіко
- Монтескудо-Монте-Коломбо
- Риччоне
- Ріміні
- Сан-Клементе
- Серравалле